# Estación de Murcia-Mercancías
Murcia-Mercancías, también denominada como terminal de Nonduermas, es una terminal logística ferroviaria situada en el municipio español de Murcia, y dedicada principalmente al tráfico de mercancías. Sus instalaciones se encuentran ubicadas en la pedanía murciana de Nonduermas. La estación forma parte de la red de Adif. 

## Situación ferroviaria
La estación, que se encuentra a 57,75 metros de altitud, forma parte de los trazados de las siguientes líneas férreas:
- Línea férrea de ancho ibérico Chinchilla-Cartagena, punto kilométrico 454,3.[3]
- Línea férrea de ancho ibérico Murcia-Águilas, punto kilométrico 0,0.[3]

## Historia
La construcción de esta terminal de mercancías buscaba descongestionar el tráfico de la estación de Murcia-El Carmen, que hasta entonces facturaba tanto pasajeros como carga. Las obras comenzaron en agosto de 1981 y se alargaron varios años, contando con una inversión de 1.877 millones de pesetas. Las instalaciones fueron inauguradas a finales de octubre de 1987, siendo entregadas a RENFE. Además de las funciones de recepción y entrega de mercancías que cumple la estación, las nuevas instalaciones también contaban con una nave para la conservación y reparación de las unidades automotoras de la red de Cercanías Murcia/Alicante. En enero de 2005, con la división de RENFE en Renfe Operadora y Adif, las instalaciones pasaron a depender de esta última.

## La estación
El complejo ferroviario tiene una extensión de unas 30 hectáreas, disponiendo de un edificio de circulación y servicios administrativos, varios muelles cubiertos, un muelle cerrado para el despacho de mercancías internacionales y un edificio dedicado a servicios múltiples. La estación de Murcia-Mercancías cuenta con una amplia playa de vías: aparte de las dos vías generales de circulación, existen ocho vías más para formación de trenes —con una longitud media de 1 kilómetro— y, además, otras quince vías de maniobras para las distintas instalaciones del complejo. En total son 19,750 kilómetros de vías secundarias.